# Ham Hungcshol
Ham Hungcshol (hangul: 함흥철, handzsa: 咸興哲, RR: Ham Heung-cheol; 1930. november 17. – 2000. szeptember 11.) dél-koreai labdarúgócsatár, edző.